# Katip Sumat
La révolte de Katip Sumat (en vietnamien : Phong trào Hồi Giáo của Katip Sumat) est une révolte qui secoue le sud de l'actuel Vietnam au XIXe siècle. Elle est menée par le chef Cham musulman nommé Katip Sumat. C'est le seul cas de Jihad jamais proclamé au Vietnam,,,.

## Contexte
En 1832 les derniers vestiges du royaume du Champa sont officiellement annexés par le Vietnam. Dans le but d'éradiquer l'identité Cham, les vietnamiens les contraignent à adopter les coutumes vietnamiennes, particulièrement en matière de nourriture et de consommer du lézard haram, de la viande de porc pour les musulmans et de la viande de vache pour les hindouistes, ce qui provoque une forte vague de mécontentement.
En juin 1833, Katip Sumat, un chef Cham musulman qui vivait dans le Kelantan, revient au Champa, et proclame le Djihad contre les Vietnamiens. Il est vaincu en juillet et s'enfuit au Cambodge avant de se réfugier en Malaisie. D'autres rebelles poursuivent le combat jusqu'en 1834.
L'échec de Katip Sumat est lié au manque de coopération entre les Cham musulmans et hindouistes. Ces derniers, par crainte du gouvernement vietnamien, refusent de soutenir les musulmans dans leur guerre de Jihad, ce qui accentue l'antagonisme entre musulmans et hindous dans la communauté Cham.

## Pages liées
- Islam au Viêt Nam